# Condado de Monroe (Illinois)
O Condado de Monroe é um dos 102 condados do Estado americano de Illinois. A sede do condado é Waterloo, e sua maior cidade é Waterloo. O condado possui uma área de 1 030 km² (dos quais 24 km² estão cobertos por água), uma população de 27 619 habitantes, e uma densidade populacional de 27 hab/km² (segundo o censo nacional de 2000). O condado foi fundado em 6 de janeiro de 1816.